# Sundaninella flavipes
Sundaninella flavipes är en mångfotingart som först beskrevs av Carl Graf Attems 1953.  Sundaninella flavipes ingår i släktet Sundaninella och familjen orangeridubbelfotingar. Inga underarter finns listade i Catalogue of Life.